# Gérard Majoral
Pas d'image ? Cliquez ici

a Compétitions nationales et continentales officielles uniquement.

Dernière mise à jour le 23 janvier 2012.
Gérard Majoral, né le 23 février 1966 à Perpignan (Pyrénées-Orientales), est un joueur français de rugby à XV qui évolue au poste de troisième ligne aile. Il joue au sein de l'effectif de l'USA Perpignan.

## Biographie
Il est le fils de l'ancien joueur de rugby à XIII international français Roger Majoral qui a notamment joué pour le XIII Catalan.
Gérard Majoral passe douze saisons à l'USA Perpignan de 1987 à 1999. Il forme alors un duo d'avant-ailes redouté avec Marc Lièvremont.
Il est titulaire au poste de troisième ligne aile lors de la finale de championnat de France 1998 avec l'USA Perpignan contre le Stade Français Paris. Les catalans s'inclinent 34 à 7.
Il prend sa retraite de joueur en 1999 et se concentre alors sur son métier d'agriculteur qu'il exerçait déjà en parallèle durant sa carrière. Il reprend l'exploitation créée par mon père à Thuir et cultive des pêches, des abricots et des légumes. Il la convertit au bio en 2016.

## Palmarès
- Championnat de France de rugby à XV :
  - Finaliste (1) : 1998
- Challenge Yves du Manoir :
  - Vainqueur (1) : 1994 avec l'USA Perpignan